# دين تولسون
دين تولسون (بالإنجليزية: Dean Tolson)‏ مواليد 25 نوفمبر 1951 في كانساس سيتي، هو لاعب كرة سلة أمريكي سابق. تم اختياره من قبل فريق سياتل سوبرسونيكس خلال الدرافت. حمل الرقم 20. يبلغ طوله 6 قدم 8 بوصة (2.0 م).

## المسيرة الاحترافية
لعب مع سياتل سوبرسونيكس في موسم 1974–1975، ثم لعب مع سياتل سوبرسونيكس من سنة 1976 إلى 1978، ثم لعب مع بارانجي جينبرا سان ميغيل في سنة 1979.

## روابط خارجية
- دين تولسون على موقع إن بي أي (الإنجليزية)
- دين تولسون على موقع سبورتس رفرنس (الإنجليزية)
- دين تولسون على موقع كلية كرة السلة في سبورتس رفرنس.كوم (الإنجليزية)
- دين تولسون على موقع ريلجم (الإنجليزية)
- دين تولسون على موقع بروبوليرز (الإنجليزية)